# 장용진 (기자)
장용진은 대한민국의 기자이다. 아주경제 법조전문기자를 거쳐 사회부 부장이 되었다.이후 아주 로앤피 편집장을 역임했으며, 2022년 1월 회사를 떠났다.
1971년 부산출생으로 중앙대학교 철학과를 졸업하고 동 대학원 법학과 석사과정을 마쳤다. 2020년 중앙대 대학원 법학과 박사과정에 진학하여 수학 중이다.
2002년 불교방송에 입사하여 춘천지사와 부산지사에서 근무한 뒤, 본사 사회부 법조팀 기자로 활동하였고 2011년 3월 노조위원장에 선출돼 이듬해 7월까지 활동했다.
이후 파이낸셜뉴스 법조팀장, 아시아경제 법조팀장을 거쳐 아주경제에 입사하였다.(2019년 4월)
2004년 10월, 군의문사를 다룬 3부작 연재기사로 제168회 이달의 기자상을 수상했다.